# انقراض الرباعي

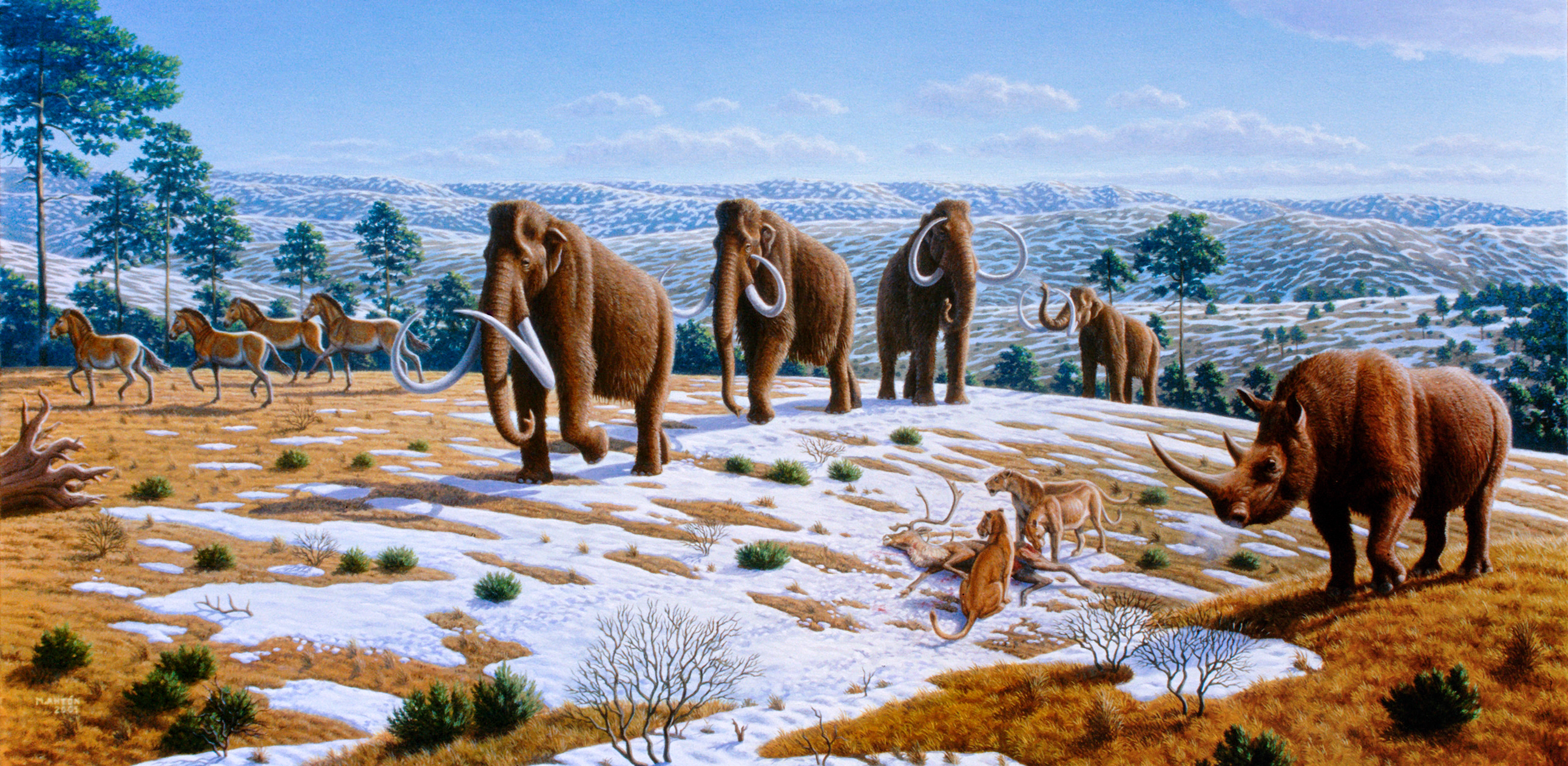
منظر طبيعي في البليستوسين المتأخر في شمال إسبانيا (أوراسيا)

شهدت فترة العصر الرباعي (بالإنجليزية: Quaternary extinction)‏ (من قبل 2.588 ± 0.005 مليون سنة حتى الوقت الحاضر) انقراض العديد من الأنواع، وخاصة أنواع الحيوانات الضخمة، ما سبب انهيارًا في كثافة الحيوانات الضخمة وتنوعها وانقراض أصانيف مهمة للبيئة على امتداد الكرة الأرضية. يتميز أبرز حدث في العصر البليستوسيني المتأخر عن الانقراضات الرباعية النبضية السابقة بانتشار غياب التعاقب البيئي لتعويض الأنواع المنقرضة، وتحول النظام البيئي للعلاقات التي سبق تأسيسها بين الحيوانات الضخمة ومساكنها كنتيجة لذلك.
وقعت أولى الضحايا في عام 130,000 ق.م. (بداية العصر البليستوسيني المتأخر)، وفي أستراليا قبل نحو 60,000 عام مضى، وفي الأمريكتين قبل نحو 15,000 عام مضى، بالتزامن مع أوائل الهجرات البشرية. ولكن معظم حوادث الانقراض في أفرو-أوراسيا والأمريكتين حدثت خلال مرحلة الانتقال من العصر الحديث الأقرب إلى العصر الهولوسيني (13,000 ق. م. – 8,000 ق.م.). لم تتوقف موجة الانقراض هذه بنهاية العصر الحديث الأقرب، بل استمرت، وخاصة في الجزر المعزولة، بانقراضات سببها البشر، رغم وجود جدل حول اعتبار هذه الأحداث منفصلة أم جزءًا من الحدث نفسه.
من بين الأسباب الرئيسية التي يفترضها علماء الأحياء القديمة القتل الجائر الناتج عن انتشار الإنسان العاقل وتغير المناخ الطبيعي. بدأ ظهور الإنسان الحديث بشكل ملحوظ لأول مرة في خلال عصر التشيباني (البليستوسين الأوسط) في أفريقيا، وبدأ بإنشاء شعوب مستمرة دائمة في أوراسيا وأسترالاسيا من عام 100 ألف ق.م. و63 ألف ق.م. على التوالي، وفي الأمريكتين عام 22 ألف ق.م.
من الفرضيات الشبيهة بالاحتمال الأول فرضية الافتراس من المرتبة الثانية، وهي تركز أكثر على الضرر غير المباشر الذي تسببه المنافسة الزائدة مع المفترسات من غير البشر. تميل الدراسات الحديثة لترجيح نظرية قتل البشر الجائر للحيوانات.

## فرضية الصيد
تقترح فرضية الصيد أن البشر اصطادوا الحيوانات الضخمة العاشبة حتى الانقراض، ما تسبب بدوره في انقراض الحيوانات اللاحمة وآكلة الجيف التي كانت تقتات على هذه الحيوانات. لذلك فإن هذه الفرضية تحمل المسؤولية لبشر العصر الحديث الأقرب في مسألة انقراض الحيوانات الضخمة. من النظريات التي تندرج تحت هذه الفرضية ما يعرف بفرضية بليتزكريغ، وهي تصور هذه العملية على أنها سريعة نسبيًّا. من الأدلة المباشرة على هذا: وجود بعض بقايا الحيوانات الضخمة إلى جانب بقايا بشرية، ووجود آثار نبال وأدوات قطع على عظام الحيوانات الضخمة، ورسومات أوروبية على جدران الكهوف تصور عمليات صيد كهذه. الأدلة الحيوية الجغرافية أيضًا تشير إلى هذا الأمر: فمناطق العالم التي تطور فيها البشر لديها حاليًا تنوع أكبر من الحيوانات الضخمة للعصر الحديث الأقرب (أفيال آسيا وأفريقيا ووحيدو القرون فيهما) بالمقارنة مع مناطق أخرى كأستراليا والأمريكتين ومدغشقر ونيوزيلندا الخالية من البشر الأوائل. ينتج عن هذا تصور للحيوانات الضخمة في آسيا وأفريقيا وهي تتطور إلى جانب البشر، وتتعلم الخوف منهم، في حين تظهر الحياة البرية في أماكن أخرى ساذجة بيئيًّا وسهلة الاصطياد نسبيًّا.[بحاجة لمصدر] يصح هذا بشكل أكبر على حيوانات الجزر، التي تظهر انعدامًا كارثيًّا للخوف من البشر.[بحاجة لمصدر] بالطبع، فمن المستحيل إظهار هذه السذاجة بشكل مباشر في الحيوانات القديمة. يفترض بشدة أنه برغم اعتبار العديد من الحيوانات الكبيرة بسهولة البشر تهديدًا لهم، فإن تحمل البشر، عن طريق مطاردة الحيوانات بشكل لانهائي حرفيًّا لمسافات طويلة، وهو أمر لا تسطيعه معظم الحيوانات، ما جعل هذه الحيوانات في النهاية عرضة للانقراض، إذ انتهى المطاف بالبشر متفوقين عدديًّا عليهم، وبالتالي جعلهم أضعف من أن يدافعوا عن أنفسهم حتى.
العلاقة الظرفية الوثيقة من حيث الزمن بين ظهور البشر في منطقة وتزامنه مع حدوث انقراض فيها يعطي ثقلًا لهذه الفرضية. غطت حوادث انقراض الحيوانات الضخمة فترة زمنية واسعة وأوضاع مناخية متنوعة. تمت أولى حوادث الانقراض في أستراليا قبل نحو 50,000 من الآن، قبل العصر الجليدي الكبير بكثير وقبل ارتفاع درجات الحرارة. تم أحدث حوادث الانقراض في نيوزيلندا قبل 500 سنة من الآن وخلال فترة ابتراد. حدثت بين هذين الانقراضين الأعظميين للحيوانات الضخمة بشكل متزايد في أماكن كأمريكا الشمالية، وأمريكا الجنوبية، ومدغشقر دون تشابه الظروف المناخية، ولكن مع وصول البشر إلى كل من هذه المناطق. بالإضافة إلى ذلك فإن أنواع الثدييات الكبيرة كالكنغر العملاق بروتيمنودون يبدو أنها اندثرت أسرع على يابسة أستراليا الأساسية منها على تاسمانيا، التي استعمرت من قبل البشر بعد بضعة آلاف من السنين.
عالميًّا، بدا أن حوادث الانقراض تتبع هجرات البشر وأنها كانت أشد في الأماكن التي وصل إليها البشر في أوقات أقرب، وأقل في أماكن نشوء البشر في أفريقيا. هذا يدل على أن الحيوانات التي تعد فرائس تطورت مع تطور قدرة البشر على الاصطياد، وهكذا تطورت أساليب تفادي الحيوانات للصيد. مع هجرة البشر في أنحاء العالم وإتقانهم لمهارات الصيد، واجهوا حيوانات كانت قد تطورت في غياب البشر. وبالتالي غاب عنهم الخوف من البشر الذي تطور لدى حيوانات أفريقيا، وكانت الحيوانات خارد أفريقيا طريدة سهلة لأساليب البشر في الاصطياد. يشير هذا أيضًا إلى كون هذا غير متعلق بالتغير المناخي.[بحاجة لمصدر]
دعمت اللقى الأثرية لحيوانات الماموث ذات آثار المقذوفات على هياكلها العظمية نظرية الانقراض بسبب الصيد، وكذلك رصد الحيوانات الساذجة المعاصرة وهي تسمح للصيادين بالاقتراب بسهولة والنماذج الحاسوبية لموسيمان ومارتين، ولويتنغتون ودايم، وحديثًا لألروي.
دعمت دراسة نشرت في عام 2015 الفرضية أيضًا بإجراء عدة آلاف من السيناريوهات التي ربطت الفواصل الزمنية التي انقرض خلالها كل نوع مع وصول البشر بوصول البشر على عدة قارات وجزر. قورن هذا مع إعادات بناء للظروف المناخية لآخر 90 ألف سنة. وجد الباحثون علاقات بين انتشار البشر وانقراض الحيوانات تشير لكون الأثر البشري السبب الرئيسي للانقراض، في حين فاقم التغير المناخي تكرار حوادث الانقراض. ولكن الدراسة وجدت معدل انقراض منخفض ظاهريًّا في السجل الأحفوري لليابسة الرئيسية لآسيا.

### فرضية القتل الجائر
اقترحت فرضية القتل الجائر، وهي تندرج تحت فرضية الصيد، في عام 1966 من قبل بول س. مارتن، الأستاذ الفخري للعلوم الجيولوجية في مختبر ديزرت في جامعة أريزونا.

### الاعتراضات على فرضية الصيد
من بين الاعتراضات الكبرى على النظرية أنه:
- ليس من المرجح في نماذج -الفريسة-المفترس أن المفترسات يمكنها اصطياد فرائسها بشكل جائر، بما أن الحيوانات المفترسة يجب أن تحافظ على فرائسها كطعام للمحافظة على حياتها والتكاثر.[34] يفترض هذا أن كل مصادر الغذاء تموت معًا، ولكن يمكن أن البشر جعلوا حيوانات الماموث تنقرض وهم يقتاتون على الأيل على سبيل المثال كمصدر بديل. من المعروف أن صيد البشر قضى على الحيوانات الضخمة في العديد من الجزر، وانتقلوا إلى مصادر بديلة للغذاء أو ماتوا هم أنفسهم نتيجة ذلك. كذلك من المعروف بين علماء الطيور أن الحيوانات المفترسة الدخيلة قضت على العديد من الأنواع على الجزر، وهذا سبب رئيسي لحوادث الانقراض على الجزر اليوم.
- لا توجد أدلة أثرية على اصطياد حيوانات ضخمة في أمريكا الشمالية سوى حيوانات الماموث والماستودون والغومبوثير وثيران البيشون، رغم حقيقة أن الجمال والخيول يكثر وجودها في السجلات الأحفورية على سبيل المثال.[35] ولكن مناصري نظرية القتل الجائر يرجعون هذا إلى عملية الانقراض السريع في أمريكا الشمالية وانخفاض احتمال حفظ حيوانات بعلامات ذبح.[36] إضافةً إلى ذلك، فقد أظهرت التحليلات البيوكيميائية أن أدوات من ثقافة كلوفيس استخدمت في ذبح الخيول والجمال.[37] استنتجت دراسة أجراها سوروفيل وغروند[38] أن «مواقع أثرية تعود إلى عصر تزامن وجود البشر والحيوانات الضخمة المنقرضة نادر نسبيًّا. وتلك التي ما تزال تحتفظ بالعظام أندر بكثير، ومن بين هذه، فإن القليل فقط تظهر فيه أدلة غير حاسمة لصيد البشر لأي نوع كان من الفرائس».